# مانوئل وگا
مانوئل وگا (انگلیسی: Manuel Vega؛ زادهٔ ۹ اوت ۱۹۷۵) بازیکن بیسبال اهل کوبا بود.